# Toès de Llar
Toès de Llar, o La Solana, o la Solana de Toès, o Veïnat de la Solana ([tu'ezde'ʎart], estàndard [tu'ɛzde'ʎar]), és un dels tres veïnats que constitueixen el nucli principal de la comuna de Toès i Entrevalls, a la comarca del Conflent, de la Catalunya del Nord.
Està situat a 808,7 metres d'altitud, damunt de la riba esquerra de la Tet, al davant i nord-est de Toès d'Entrevalls, o el Bac.
Actualment, és el nucli referencial del poble de Toès, on hi ha la Casa del Comú i la resta de serveis municipals. És el més modern dels tres veïnats, format a redós de la carretera general, dins d'una franja de territori que antigament formava part del terme de Llar.